# Gerbillus mauritaniae
Espèce
Synonymes
- Gerbillus nancillus Thomas & Hinton, 1923
 (préféré par UICN)

Statut de conservation UICN

 DD  : Données insuffisantes
Gerbillus mauritaniae est une espèce qui fait partie des rongeurs. C'est une gerbille de la famille des Muridés que l'on rencontre au Mali, Niger et Soudan.